# Zăicani
Zăicani è un comune della Moldavia situato nel distretto di Rîșcani di 3.110 abitanti al censimento del 2004